# 가나가와촌 (후쿠오카현 아사쿠라군)
가나가와촌(金川村)은 후쿠오카현 아사쿠라군에 있던 촌이다. 현재의 아사쿠라시의 일부에 해당한다.